# Strongylaspis corticaria
Strongylaspis corticaria là một loài bọ cánh cứng trong họ Cerambycidae.